# Alina Reyes
Alina Reyes, nata Aline Patricia Nardone (Bruges, 9 febbraio 1956), è una scrittrice francese.
Inizialmente giornalista freelance, Alina Reyes si dedica presto alla letteratura, dopo un soggiorno di un anno a Montréal. Riscuote un discreto successo nel 1988 con il suo primo romanzo breve, Il macellaio (Le boucher), tradotto in molte lingue e da cui è stato tratto anche un adattamento teatrale. I suoi romanzi sono caratterizzati da un erotismo talvolta connotato da forte carnalità, talaltra invece da denuncia politica, ma risentono del percorso della scrittrice, dapprima convinta comunista e atea, quindi avvicinatasi alla spiritualità interiore.

## Opere tradotte in italiano
- Il macellaio, Guanda 1988
- Lucie nella foresta, Guanda, 1991
- Fughe d'amore, Marsilio 1993
- Dietro le porte, Guanda 1995
- Il cane che voleva mangiarmi, Marsilio 1997
- Anale nazionale, Marsilio 1999
- La donna da uccidere, Guanda 2000
- Una notte con Marylin, Meridiano Zero 2004
- Amori, Guanda 2007
- La politica dell'amore, Guanda 2008
- Corpo di donna, Guanda 2008
- La ragazza e la vergine (storia di Bernadette), Guanda 2009
- Elogio del fungo, Guanda 2012
- L'esclusa, Guanda 2015

## Opere in lingua francese
- Le Boucher, éditions du Seuil, coll. « Fiction & Cie », Paris, 1988, 89 p. (ISBN 2-02-026205-3) (notice BnF no FRBNF34946641).
- Lucie au long cours, éditions du Seuil, Paris, 1990, 124 p. (ISBN 2-02-010649-3), (notice BnF no FRBNF35087186)
- Au corset qui tue, éditions Gallimard, coll. « L'Infini », Paris, 1992, 84 p. (ISBN 2-07-072694-0) (notice BnF no FRBNF35512823)
- Quand tu aimes, il faut partir : roman, éditions Gallimard, coll. « L'infini », Paris, 1993, 94 p. (ISBN 2-07-073418-8) (notice BnF no FRBNF35584308)
- Derrière la porte : une aventure dont vous êtes le héros/une aventure dont vous êtes l'héroïne, éditions Robert Laffont, Paris, 1994 213-222 p. (ISBN 2-266-06722-2) (notice BnF no FRBNF35707197)9
- La Nuit, Paris, Joëlle Losfeld, 1994, (ISBN 2-84412-030-X) ()
- Le Chien qui voulait me manger, éditions Gallimard, Paris, 1996, 176 p. (ISBN 2-07-073738-1) (notice BnF no FRBNF35821373)
- Il n’y a plus que la Patagonie, éditions Julliard, Paris, 1997, 127 p. (ISBN 2-260-01463-1) (notice BnF no FRBNF36175117)
- Poupée, anale nationale, éditions Zulma, Cadeilhan, 1998, 85 p. (ISBN 2-84304-038-8) (notice BnF no FRBNF36973922)
- Lilith, éditions Robert Laffont, Paris, 1999, 281 p. (ISBN 2-221-08708-9) (notice BnF no FRBNF37117985)
- Corps de femme, éditions Zulma, coll. « Grain d'orage », Cadeilhan, 1999, 124 p. (ISBN 2-84304-061-2) (notice BnF no FRBNF36973071)
- Moha m’aime, éditions Gallimard, Paris, 1999, 117 p. (ISBN 2-07-041505-8) (notice BnF no FRBNF37004434)
- Autopsie, éditions Inventaire-Invention, Paris, 2000, 53 p. (ISBN 2-914412-03-7) (notice BnF no FRBNF37211849)
- L’Exclue, éditions Mille et une nuits, coll. « La petite collection » no 273, Paris, 2000, 55 p. (ISBN 2-84205-466-0) (notice BnF no FRBNF37109533)
- Nus devant les fantômes : Franz Kafka et Milena Jesenská, Éditions 1, Paris, 2000, 192 p. (ISBN 2-86391-983-0) (notice BnF no FRBNF37107937)
- Ma vie douce : journal, 1979-2001, éditions Zulma, Cadeilhan, 2001, 400 p. (ISBN 2-84304-145-7) (notice BnF no FRBNF37693845)
- Nus devant les fantômes, Paris, J’ai lu, 2002 (ISBN 2-290-31839-6) ()
- Une nuit avec Marilyn, éditions Zulma, coll. « Vierge folle » et « Hors barrière », Cadeilhan, 2002, 45 p. (ISBN 2-84304-223-2) (notice BnF no FRBNF38867070)
- Satisfaction : roman, éditions Robert Laffont, Paris, 2002, 188 p. (ISBN 2-221-09549-9) (notice BnF no FRBNF38883706)
- Politique de l’amour, éditions Zulma, Cadeilhan, 2002, 120 p. (ISBN 2-84304-218-6) (notice BnF no FRBNF38859545)
- Alina Reyes et Stéphane Zagdanski, La Vérité nue, éditions Pauvert, Paris, 2002, 323 p. (ISBN 2-720-21457-4) (notice BnF no FRBNF38913201)
- Tu me tues, Paris, Zulma, 2004 (ISBN 2-84304-279-8)
- La Chasse amoureuse, éditions Robert Laffont, Paris, 2004, 263 p. (ISBN 2-221-10042-5) (notice BnF no FRBNF39183926)
- Sept Nuits : roman, éditions Robert Laffont, Paris, 2005, 74 p. (ISBN 2-221-10338-6) (notice BnF no FRBNF39944311)
- Le Carnet de Rrose, éditions Robert Laffont, Paris, 2006, 68 p. (ISBN 978-2-221-10699-0) (notice BnF no FRBNF40164522)
- Forêt profonde, éditions du Rocher, Monaco et Paris, 2007, 376 p. (ISBN 978-2-268-06281-5) (notice BnF no FRBNF41093081)
- Notre femme, éditions de l'Atelier in 8, coll. «La porte à côté» no 30, Serres-Morlaàs, 2007, 24 p. (ISBN 978-2-916159-31-7) (notice BnF no FRBNF41106041)
- La Jeune Fille et la Vierge, (sur Bernadette Soubirous et ses apparitions, à Lourdes), éditions Bayard, coll. « Qui donc est Dieu ? », Paris, 2008, 169 p. (ISBN 978-2-227-47645-5) (notice BnF no FRBNF41227453)
- La Dameuse, éditions Zulma, Paris, 2008, 52 p. (ISBN 978-2-84304-449-6) (notice BnF no FRBNF41307116)
- Lumière dans le temps, éditions Bayard, Montrouge, 2008, 185 p. (ISBN 978-2-227-47839-8) (notice BnF no FRBNF41409589)
- Psaumes du temps présent : 70 prières pour son retour, Presses de la Renaissance, Paris, 2009, 83 p. (ISBN 978-2-7509-0472-2) (notice BnF no FRBNF41424622)
- Souviens-toi de vivre, Presses de la Renaissance, Paris, 2010, 158 p. (ISBN 978-2-7509-0557-6)
- Charité de la chair, Presses de la Renaissance, Paris, 2011
- Voyage, (livre numérique) AlinaReyes.net, décembre 2011 (ISBN 979-10-91113-00-7 et 979-10-91113-14-4)
- Voyage, (livre papier) Alina Reyes, juin 2013 (ISBN 979-10-91113-14-4)
- La grande illusion : Figures de la fascisation en cours, mars 2015, Kindle Amazon, ASIN: B00U9WZN1A
- Sur la marelle du monde, alinareyes.net, 2018